# Донинка
До́нинка — река в Московской области России, правый приток Гжелки.
Берёт начало южнее станции Храпуново Горьковского направления Московской железной дороги, впадает в Гжелку у города Раменское.
На реке стоят деревни Захарово, Донино, Игумново, Дементьево, Поповка, Старково и Сафоново.
Длина — 20 км (по другим данным — 25 км), площадь водосбора — 107 км². Равнинного типа. Питание преимущественно снеговое. Донинка обычно замерзает в середине ноября, вскрывается в середине апреля. В нижнем течении реки расположен большой старый Поповский пруд для разведения рыбы длиной 6 км.

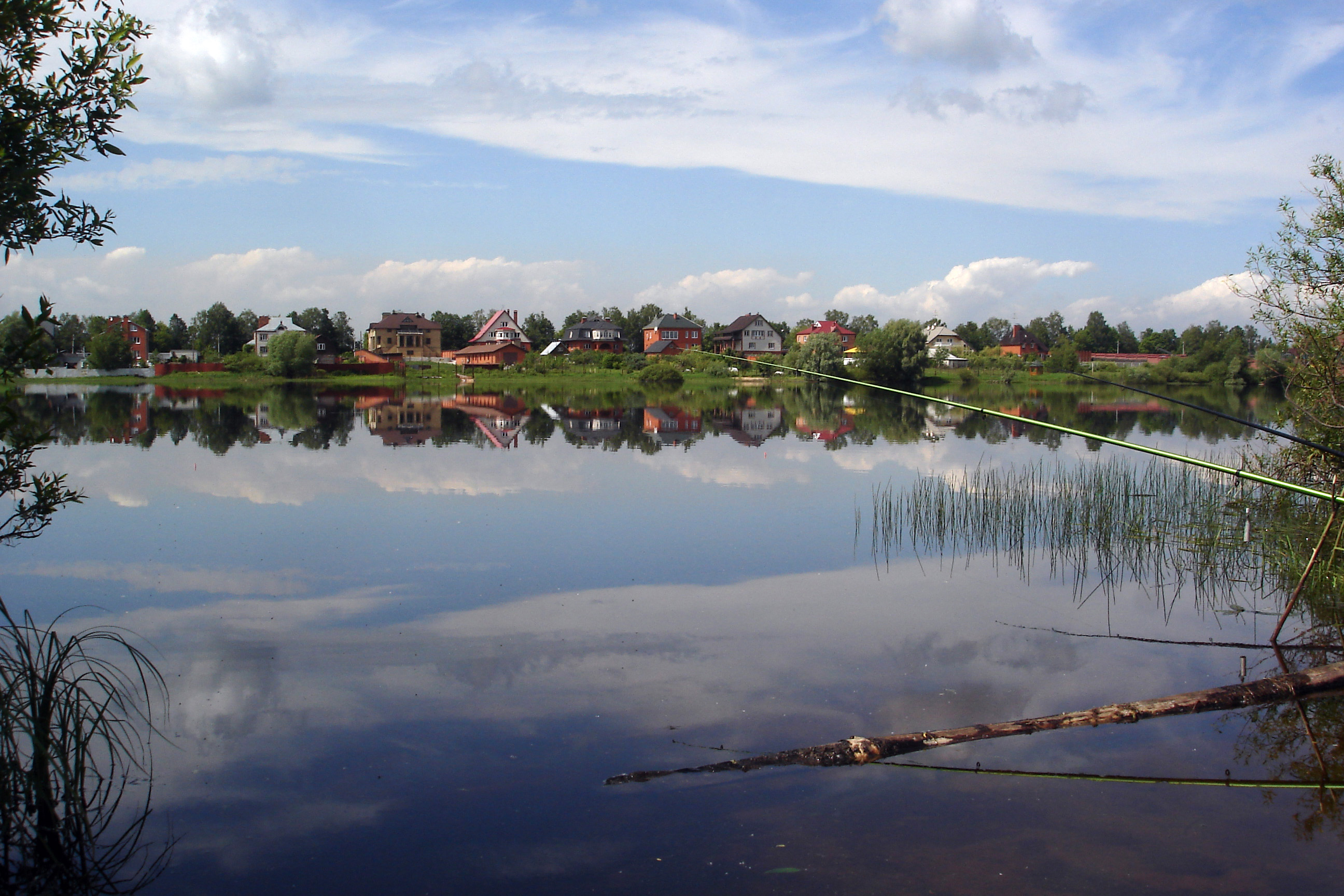
Поповский пруд — запруда на Донинке в деревне Поповка

Поповский пруд был спущен 26 мая 2023 года из-за износа плотины.
Среднее течение Донинки (в окрестностях платформы Донино Казанской железной дороги) малопривлекательно для туристов ввиду обезлесения и значительной застроенности. В верхнем и нижнем течении на берегах реки растут сосновые леса.
По данным государственного водного реестра России относится к Окскому бассейновому округу. Речной бассейн — Ока, речной подбассейн — бассейны притоков Оки до впадения Мокши, водохозяйственный участок — Москва от водомерного поста в деревне Заозерье до города Коломны.